# Юнг и последователи
„Юнг и последователи“ е книжна поредица на издателство „Леге Артис“.
Първата книга е издадена през 2000 г. и е „Женският кръг на К. Г. Юнг“ на Мегън Антъни. В поредицата са включени книги от Мари-Луиз фон Франц, Аниела Яфе, Йоланде Якоби, Анри Еленбергер, Джеймс Хилман, както и на български автори – Анатол Анчев и Красимира Байчинска. Някои от книгите са преиздания на такива от други издателства, като книгите на Юнг „За основите на аналитичната психология“, „Отговор на Йов“ и автобиографията му „Спомени, сънища, размисли“, издадени съответно през 1995, 1997 и 1994 г. от издателство „Евразия-Абагар“, Плевен.

## Книги от поредицата
- Антъни, Мегън. Женският кръг на К.Г.Юнг, Изд. Леге Артис, 2000, преиздадена октомври 2016
- Якоби, Йоланде. Психологията на К.Г.Юнг, Изд. Леге Артис, 2000
- Яфе, Аниела. К.Г.Юнг – образ и слово, Изд. Леге Артис, 2000
- Юнг, К. Г. Човекът и неговите символи, Изд. Леге Артис, 2002
- Делден, Ж.-Ф. Крус. Символиката на приказките, Изд. Леге Артис, 2002
- Франц, Мари-Луиз фон, Предсказване и синхроничност, Изд. Леге Артис, 2002
- Франц, Мари-Луиз фон, Котката, Изд. Леге Артис, 2003
- Франц, Мари-Луиз фон, Архетипови мотиви във вълшебните приказки, Изд. Леге Артис, 2003
- Франц, Мари-Луиз фон, Алхимия и символика, Изд. Леге Артис, 2004
- Франц, Мари-Луиз фон, Анимус и анима във вълшебните приказки, Изд. Леге Артис, 2004
- Алистър, Я., Хоук, К. и Самюълз Е. и др., Съвременна юнгианска анализа, Изд. Леге Артис, 2004
- Холис, Джеймс. Под сянката на Сатурн, Изд. Леге Артис, 2004
- Древерман, Ойген. Същественото е невидимо за очите, Изд. Леге Артис, 2005
- Шарп, Дарил. К.Г.Юнг – Лексикон, Изд. Леге Артис, 2006
- Еленбергер, Анри. Откриване на несъзнаваното, Изд. Леге Артис, 2006
- Франц, Мари-Луиз фон. Мъченичеството на Перпетуа, Изд. Леге Артис, 2007[1]
- Франц, Мари-Луиз фон. Мотиви на избавлението във вълшебните приказки, Изд. Леге Артис, 2007
- Анчев, Анатол. Юнгиански подход към българския фолклор, Изд. Леге Артис, 2007
- Анчев, Анатол. Вампирите – аналитичнопсихологически аспекти, Изд. Леге Артис, 2008
- Франц, Мари-Луиз фон. Проблемът за Puer Aeternus, Изд. Леге Артис, 2008
- Шалит, Ерел. Комплексите. Пътят на трансформация от архетипа до Аза, Изд. Леге Артис, 2008
- Шалит, Ерел. Врагът, сакатият и просякът, Изд. Леге Артис, 2009
- Байчинска, Красимира. Златното момиче. Пътят към вътрешните съкровища на жената, Изд. Леге Артис, 2009
- Юнг, К. Г. Практическа психотерапия, Изд. Леге Артис, 2011
- Хол, Джеймс. Юнгианска анализа на сънищата, Изд. Леге Артис, 2014
- Юнг, К. Г. Психологията на Кундалини-йога, Изд. Леге Артис, 2012
- Юнг, К. Г. Спомени, сънища, размисли, Изд. Леге Артис, 2012
- Юнг, К. Г./Вилхелм, Р., Тайната на Златното цвете, Изд. Леге Артис, 2013
- Франц, Мари-Луиз фон. К. Г. Юнг: Неговият мит в нашето време, Изд. Леге Артис, 2013
- Юнг, К. Г. За развитието на личността, Изд. Леге Артис, 2013
- Юнг, К. Г. За основите на аналитичната психология, Изд. Леге Артис, 2013
- Юнг, К. Г. Отговор на Йов, Изд. Леге Артис, 2014
- Юнг, К. Г. Психология на източната религия, Изд. Леге Артис, 2014
- Холис, Джеймс. Райският проект, Изд. Леге Артис, май 2015
- Юнг, К. Г. Психология на западната религия, Изд. Леге Артис, септември 2015
- Холис, Джеймс. Призраци от миналото: Как да върнем контрола върху живота си, Изд. Леге Артис, декември 2015
- Хилман, Джеймс. Сънят и подземният свят, Изд. Леге Артис, май 2016
- Юнг, К. Г. Психологически типове, Изд. Леге Артис, август 2016
- Анчев, Анатол. Архетипът на ковача, Изд. Леге Артис, октомври 2016
- Юнг, К. Г. Архетиповете и колективното несъзнавано, Изд. Леге Артис, декември 2016
- Юнг, К. Г. Две студии по аналитична психология. Изд. Леге Артис, ноември 2019
- Юнг, К. Г. За феномена на духа в изкуството и науката. Изд. Леге Артис, 13 май 2020
- Юнг, К. Г. Динамика на несъзнаваното. Изд. Леге Артис, март 2021, превод от изданието на Евразия-Абагар от 2001
- Анчев, Анатол. Фолклор и фолклористика – пресечна точка на съдби. Изд. Леге Артис, 2021
- Юнг, К. Г. Психология и алхимия. Изд. Леге Артис, декември 2021, превод от изданието на Евразия-Абагар от 2002
- Юнг, К. Г. Анализа на сънищата. Изд. Леге Артис, декември 2022
- Юнг, К. Г. Съвременният човек в търсене на душа. Изд. Леге Артис, юли 2023
- Холис, Джеймс. Счупеното огледало. Изд. Леге Артис, април 2024